# Književnost u 1986.
◄◄ | ◄ | 1983. | 1984. | 1985. | 1986.  | 1987. | 1988. | 1989. | ► | ►►
Arhitektura • Astronautika • Astronomija • Biologija • Film • Fotografija • Glazba • Kazalište • Kemija • Kiparstvo • Knjige • Književnost • Kršćanstvo • Meteorologija • Medicina • Planinarstvo • Politika • Pravo • Promet • Slikarstvo • Strip • Šport • Televizija • Znanost • Zrakoplovstvo • Željeznički promet
Književnost u 1986.

## Svijet

### Nagrade i priznanja
- Nobelova nagrada za književnost:

### Smrti
- 14. lipnja – Jorge Luis Borges, argentinski pisac (* 1899.)

## Vanjske poveznice
|  | Zajednički poslužitelj ima još gradiva o temi Književnost u 1986. |